# Francisco Ibáñez Irribarria
Francisco Ibáñez Irribarria (Oyón, Álava, 6 de marzo de 1951) es un músico español.

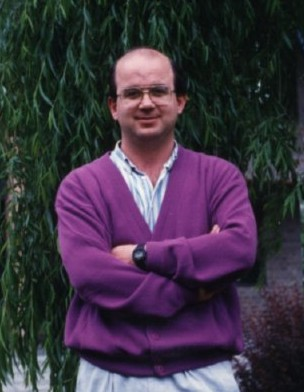
Francisco Ibáñez (1990)

Nace en Oyón, Alava, en 1951. Estudia en Barcelona armonía y contrapunto con Poch, Guinovart, Oltra y Soler, así como dirección coral con E. Ribó. Completa sus estudios en Bilbao con Juan Cordero y en Vitoria composición e instrumentación con Carmelo Bernaola. Es licenciado en Ciencias de la Educación por la Universidad Autónoma de Barcelona. Ejerce actualmente la docencia en el Conservatorio de música "Jesús Guridi" de Vitoria.
Es autor de numerosas obras tanto en los géneros vocal como instrumental, cámara, banda, sinfónico o música de cine. Es de resaltar en su vertiente compositiva las obras realizadas con destino pedagógico.

## Obras publicadas
- Inguruak. Berziztu Txistuzale Elkartea, 2003
- Ave María : (In memoriam José Rada). CM Ediciones Musicales, 2003
- Hitzera itzuli'. CM Ediciones Musicales, 2004
- Gogo bizia. Berziztu Txistuzale Elkartea, 2007
- Elkarrizketa. Berziztu Txistuzale Elkartea, 2008
- Dona nobis pacem'. CM Ediciones Musicales, 2009
- 7 kolore (testuak: Jon Arretxe ; ilustrazioak, Cristina Fernández). Erein, 2010
- Juegos de otoño : para voces blancas y orquesta. CM Ediciones Musicales, 2011

## Grabaciones
- 8 x 2 : flauta, oboe, 2 klarinete, fagot, trompeta, tronboi eta pianoa (Int.: flauta, Enrike Diaz de Heredia ; oboe, Vicente Elizondo ; clarinetes, Begoña Divar y Juanjo Mena ; fagot, Elena Romo ; trompeta, Iñaki Urkizu ; trombón, Julio García ; piano, Angela Vilagrán ; director, Hilario Extremiana) Musikaste (18. 1990. Errenteria). Estreno
- Ave María : (In memoriam José Rada).(Int.: Orquesta de alumnos de la Escuela de Música J. Guridi ; dir., Juan José Mena). En: Escolanía Udaberria (Vitoria). Nuestros Compositores. Escolanía Udaberria, 1994
- Jubilate Deo. In: Escolanía Udaberria (Vitoria). Nuestros Compositores. Escolanía Udaberria, 1994
- Juegos de Otoño' (Int.: Carmen Ayastui, pianoa. En: Escolanía Udaberria (Vitoria-Gasteiz). Nuestros Compositores. Escolanía Udaberria, 1994
- Mester traigo fermoso. In: Nieto, Albert. El piano actual. Edicions Nova Era, 1995. Erref.: New Contemporary Music NCM1
- Juegos de Otoño'. En: Orquesta Sinfónica de Euskadi. XX Aniversario Gas Natural de Alava. Laute, 1996. Ref.: LCD-008
- Despedida : De la obra teatral "Un tal ángel". En: Orquesta Sinfónica de Euskadi. XX Aniversario Gas Natural de Alava. Laute, 1996. Ref.: LCD-008
- Digresión sobre "mística. En: Euskal Herriko Musikagileen Elkartea. Vol. 3. E.H.M.E., 2002. Ref.: Laute LCD-067
- Ave Maria. (Int.: Leioako Udal Kontserbatorioko Kantika Korala (dir. Basilio Astúlez), Gernikako Gaudeamus Korala (dir. Julia Foruria) ; Leioako Udal Kontserbatorioko Orkestra ; dir. Margarita Lorenzo de Reizabal). Musikaste (31. 2003. Errenteria).
- Juegos de otoño. (Int.: Leioako Udal Kontserbatorioko Kantika Korala (dir. Basilio Astúlez), Gernikako Gaudeamus Korala (dir. Julia Foruria) ; Leioako Udal Kontserbatorioko Orkestra ; dir. Margarita Lorenzo de Reizabal). Musikaste (31. 2003. Errenteria).
- Ave Maria. En: Udazkeneko jolasak = Juegos de otoño. Laute Records, 2003. Ref.: LCD-084
- Elsa Schneider, Introducción y escenas 1 a 5. En: La música en Vitoria = Vitoria Gasteizen musika. Gasteizeko Udala, 2004. Ref.: ZC-338
- Dos sofismas y un suspiro : para flauta y guitarra. En: Compositores vascos actuales = Gaur eguneko euskal musikagileak . BBK Fundazioa, 2004. Ref.: LIM-BBK 012
- Auroras de San prudentzio : Habanera (1995-96). (Int.: coral Prudentzio Egunsentia ; zuz. Ángel Alsasua Santos). Oion kanta kantari Prudentzio Egunsentia, 2008. Erref.: CDSonora 11/08
- Tiempo de vals (1989-90)(Int.: coral Prudentzio Egunsentia ; zuz. Ángel Alsasua Santos). Oion kanta kantari Prudentzio Egunsentia, 2008. Ref.: CDSonora 11/08
- 'Zaindari ona dugu (1997-98)(Int.: coral Prudentzio Egunsentia ; dir. Ángel Alsasua Santos). Oion kanta kantari Prudentzio Egunsentia, 2008. Ref.: CDSonora 11/08
- Ave Maria. En: Vocalia Taldea. Maria Mater. NB, 2010. Ref.: NB, NB021
- 7 kolore. Erein, 2010

- Datos: Q12257955